# 109-я стрелковая дивизия (2-го формирования)
109-я стрелковая Ленинградская Краснознамённая дивизия — воинское соединение РККА, принимавшее участие в Великой Отечественной войне.
Условное наименование — Войсковая часть полевая почта (в/ч пп) № 67626.
Сокращённое наименование — 109 сд.

## История формирования

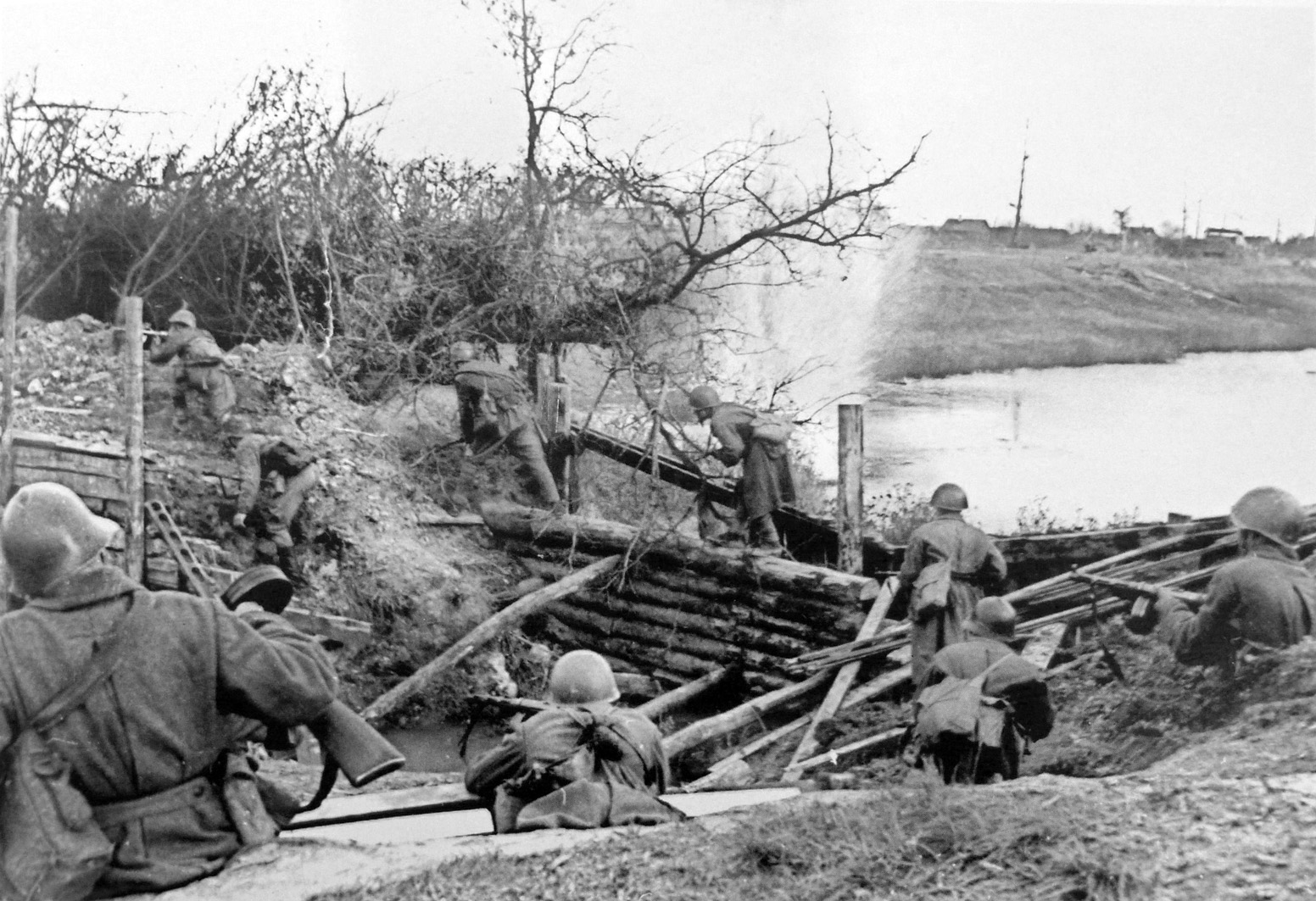
Автоматчики подразделения лейтенанта Леонида Николаевича Тоистева из 381-го стрелкового полка 109-й стрелковой дивизии преодолевают водный рубеж под огнем противника.

Директивой Генерального штаба КА № орг/2/2172 от 2 августа 1942 года, на основании постановления ГКО СССР № ГОКО-2100сс от 26 июля 1942 года 21-я стрелковая дивизия внутренних войск НКВД передана из НКВД в РККА и переформирована в 109-ю стрелковую дивизию. Фактическое переименование дивизии и её частей произошло 13 августа 1942 года, 8-й стрелковый полк был переименован в 340-й (с 30.09.1942 381-й), 6-й — в 317-й (с 30.09.1942 456-й), 14-й Краснознамённый — в 602-й Краснознамённый. 21-й артиллерийский полк 3-х дивизионного состава был переформирован в 404-й артиллерийский полк 2-х дивизионного состава, при этом двенадцать 76-мм орудий были переданы в 72-ю стрелковую дивизию.
23 июня 1944 года, в соответствии с директивой штаба 21-й армии № ОУ/001119 дивизия перешла на штат № 04/550—04/569.

## Участие в боевых действиях

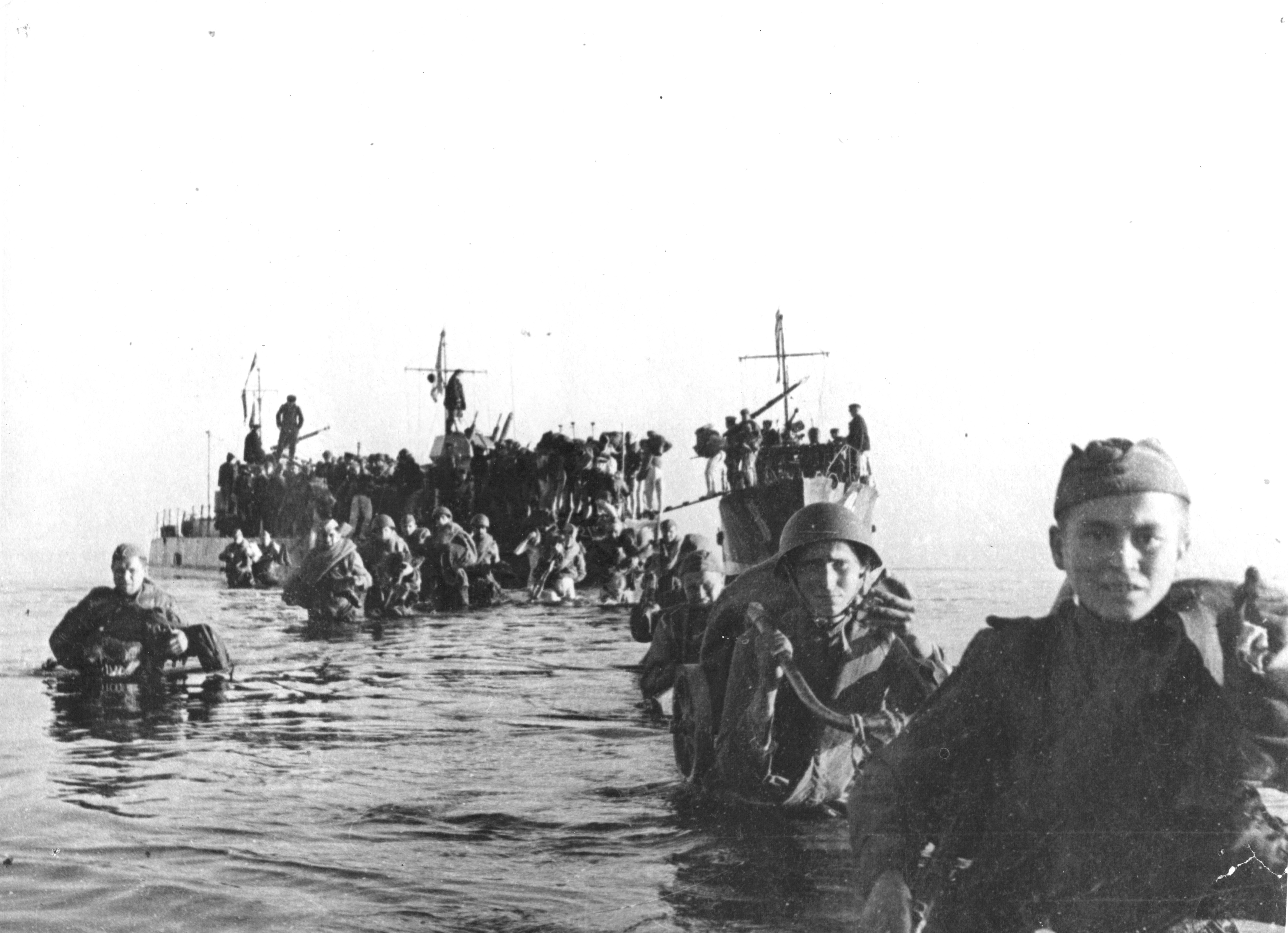
Бойцы подразделения старшего лейтенанта Горбунова 109-й стрелковой дивизии высаживаются из десантных катеров у берегов острова Сааремаа.

Период вхождения в действующую армию: 6 августа 1942 года — 9 мая 1945 года.
109-я стрелковая Ленинградская Краснознамённая дивизия (в/ч 67626) в составе 6-го стрелкового корпуса (в/ч 92926) была выведена из Латвии в Сталинград, где вместе с другими дивизиями корпуса расформирована весной 1946 года.

## Состав
- Управление дивизии
- 381-й (340-й) стрелковый полк
- 456-й (317-й) стрелковый полк
- 602-й стрелковый Краснознамённый полк
- 404-й артиллерийский полк
- 256-й отдельный истребительно-противотанковый дивизион (с 21.09.1943)
- 229-й отдельный сапёрный батальон
- 117-й отдельный батальон связи (1011-я отдельная рота связи)
- 190-я отдельная автотранспортная рота
- 281-й медико-санитарный батальон
- 173-я отдельная разведывательная рота
- 44-я отдельная рота химической защиты[6]
- 23-я отдельная зенитно-пулемётная рота (с 20.08.1944)
- 992-й дивизионный ветеринарный лазарет
- 173-я полевая хлебопекарня
- 15-я полевая почтовая станция
- 405-я полевая касса Государственного банка[5]
- Взвод управления НАД
- Отдельная учебная рота
- Отделение контрразведки «СМЕРШ»[7]

## Подчинение
| Подчинение     | Подчинение          | Подчинение        | Подчинение              | Подчинение |
| Дата           | Фронт (округ)       | Армия             | Корпус                  |            |
| -------------- | ------------------- | ----------------- | ----------------------- | ---------- |
| 1.09.1942 года | Ленинградский фронт | 42-я армия        | -                       |            |
| 1.10.1942 года | Ленинградский фронт | 42-я армия        | -                       |            |
| 1.11.1942 года | Ленинградский фронт | 42-я армия        | -                       |            |
| 1.12.1942 года | Ленинградский фронт | 42-я армия        | -                       |            |
| 1.01.1943 года | Ленинградский фронт | 42-я армия        | -                       |            |
| 1.02.1943 года | Ленинградский фронт | 42-я армия        | -                       |            |
| 1.03.1943 года | Ленинградский фронт | 42-я армия        | -                       |            |
| 1.04.1943 года | Ленинградский фронт | 42-я армия        | -                       |            |
| 1.05.1943 года | Ленинградский фронт | 42-я армия        | -                       |            |
| 1.06.1943 года | Ленинградский фронт | 42-я армия        | -                       |            |
| 1.07.1943 года | Ленинградский фронт | 42-я армия        | -                       |            |
| 1.08.1943 года | Ленинградский фронт | 42-я армия        | -                       |            |
| 1.09.1943 года | Ленинградский фронт | 42-я армия        | -                       |            |
| 1.10.1943 года | Ленинградский фронт | 42-я армия        | -                       |            |
| 1.11.1943 года | Ленинградский фронт | 42-я армия        | -                       |            |
| 1.12.1943 года | Ленинградский фронт | 42-я армия        | 109-й стрелковый корпус |            |
| 1.01.1944 года | Ленинградский фронт | 42-я армия        | 109-й стрелковый корпус |            |
| 1.02.1944 года | Ленинградский фронт | 2-я ударная армия | 109-й стрелковый корпус |            |
| 1.03.1944 года | Ленинградский фронт | 2-я ударная армия | 109-й стрелковый корпус |            |
| 1.04.1944 года | Ленинградский фронт | 2-я ударная армия | 109-й стрелковый корпус |            |
| 1.05.1944 года | Ленинградский фронт | 2-я ударная армия | 109-й стрелковый корпус |            |
| 1.06.1944 года | Ленинградский фронт | 21-я армия        | 109-й стрелковый корпус |            |
| 1.07.1944 года | Ленинградский фронт | 21-я армия        | 109-й стрелковый корпус |            |
| 1.08.1944 года | Ленинградский фронт | 2-я ударная армия | 109-й стрелковый корпус |            |
| 1.09.1944 года | Ленинградский фронт | 8-я армия         | 109-й стрелковый корпус |            |
| 1.10.1944 года | Ленинградский фронт | 8-я армия         | 109-й стрелковый корпус |            |
| 1.11.1944 года | Ленинградский фронт | 8-я армия         | 109-й стрелковый корпус |            |
| 1.12.1944 года | Ленинградский фронт | 8-я армия         | 109-й стрелковый корпус |            |
| 1.01.1945 года | Ленинградский фронт | 8-я армия         | 109-й стрелковый корпус |            |
| 1.02.1945 года | Ленинградский фронт | 8-я армия         | 109-й стрелковый корпус |            |
| 1.03.1945 года | Ленинградский фронт | 8-я армия         | 109-й стрелковый корпус |            |
| 1.04.1945 года | Ленинградский фронт | 8-я армия         | 109-й стрелковый корпус |            |
| 1.05.1945 года | Ленинградский фронт | 8-я армия         | 109-й стрелковый корпус |            |

## Командование дивизии

### Командиры дивизии
- Папченко, Михаил Данилович (02.08.1942 — 05.08.1942), полковник;
- Трушкин, Николай Андреевич (06.08.1942 — 15.12.1944), полковник, с 21.04.1943 генерал-майор;
- Монес, Моисей Яковлевич (16.12.1944 — 28.02.1945), полковник;
- Трушкин, Николай Андреевич (29.02.1945 — 09.05.1945), генерал-майор[9][10];
- Грызлов, Фёдор Иванович (10.1945 — 05.1946), генерал-майор

### Военный комиссар (с 9.10.1942 заместитель командира дивизии по политической части)
- Карнач Фёдор Ефимович (02.08.1942 — 16.06.1943), полковой комиссар, с 5.12.1942 полковник[11]

### Начальники политотдела, с 06.1943 он же заместитель командира по политической части
- Бабот Насон Мовшеаронович (02.08.1942 — 16.06.1943), старший батальонный комиссар, с 11.11.1942 подполковник;
- Карнач Фёдор Ефимович (16.06.1943 — 25.12.1943), полковник;
- Патрин Борис Николаевич (29.12.1943 — 09.05.1945), подполковник[11]

## Награды и почётные наименования
| Награда (наименование)                | Дата награждения                                                             | За что получена |
| ------------------------------------- | ---------------------------------------------------------------------------- | --- |
| Почётное наименование «Ленинградская» | присвоено приказом Верховного главнокомандующего № 0172 от 22 июня 1944 года | за отличия в боях с немецко-финскими захватчиками при прорыве сильно укреплённой долговременной обороны противника на Карельском перешейке севернее города Ленинграда                                                                               |
| Орден Красного Знамени                | награждена указом Президиума Верховного Совета СССР от 22 июня 1944 года     | за образцовое выполнение заданий командования в боях с немецко-финскими захватчиками при прорыве сильно укреплённой долговременной обороны противника на Карельском перешейке севернее города Ленинграда и проявленные при этом доблесть и мужество |

Также были удостоены наград входящие в состав дивизии части:
| 381-й стрелковый ордена Красной Звезды полк | 381-й стрелковый ордена Красной Звезды полк                                | 381-й стрелковый ордена Красной Звезды полк |
| ------------------------------------------- | -------------------------------------------------------------------------- | --- |
| Орден Красной Звезды                        | награждён указом Президиума Верховного Совета СССР от 16 декабря 1944 года | за образцовое выполнение заданий командования в боях с немецкими захватчиками, за овладение островом Сарема (Эзель) и проявленные при этом доблесть и мужество |

| 456-й стрелковый ордена Александра Невского полк | 456-й стрелковый ордена Александра Невского полк                           | 456-й стрелковый ордена Александра Невского полк |
| ------------------------------------------------ | -------------------------------------------------------------------------- | --- |
| Орден Александра Невского                        | награждён указом Президиума Верховного Совета СССР от 16 декабря 1944 года | за образцовое выполнение заданий командования в боях с немецкими захватчиками, за овладение островом Сарема (Эзель) и проявленные при этом доблесть и мужество |

| 602-й стрелковый Краснознамённый ордена Александра Невского полк | 602-й стрелковый Краснознамённый ордена Александра Невского полк           | 602-й стрелковый Краснознамённый ордена Александра Невского полк |
| ---------------------------------------------------------------- | -------------------------------------------------------------------------- | --- |
| Орден Красного Знамени                                           | награждён указом Президиума Верховного Совета СССР от 26 апреля 1940 года  | за успешное выполнение боевых заданий Правительства по охране государственных границ (по преемственности от 14-го мотострелкового Краснознамённого полка внутренних войск НКВД (получено по преемственности от 5-го пограничного полка войск НКВД) |
| Орден Александра Невского                                        | награждён указом Президиума Верховного Совета СССР от 16 декабря 1944 года | за образцовое выполнение заданий командования в боях с немецкими захватчиками, за овладение островом Сарема (Эзель) и проявленные при этом доблесть и мужество                                                                                     |

## Отличившиеся воины дивизии
| Награда | Ф. И. О.                       | Должность                                         | Звание                  | Дата награждения                 | Примечания |
| ------- | ------------------------------ | ------------------------------------------------- | ----------------------- | -------------------------------- | --- |
|         | Пономаренко, Леонид Николаевич | командир стрелковой роты 381-го стрелкового полка | Лейтенант Красной Армии | 21.07.1944                       | |
|         | Мухин, Александр Максимович    | командир отделения 602-го стрелкового полка       | Старший сержант         | 04.06.1944 02.11.1944 12.03.1980 | 15.04.1944 был повторно награждён орденом Славы 3-й степени, указом ПВС СССР от 12.03.1980 перенаграждён орденом Славы 1-й степени                                         |
|         | Хилажев, Мавлет Хилажевич      | наводчик орудия 602-го стрелкового полка          | Ефрейтор                | 18.09.1944 30.01.1945 18.12.1994 | 12.04.1944 был в первый раз награждён орденом Славы 3-й степени, но награда затерялась, приказом министра обороны РФ от 18.12.1994 перенаграждён орденом Славы 1-й степени |